# Frank Hornby
Pour les articles homonymes, voir Hornby.
Frank Hornby, né le 15 mai 1863 à Liverpool et mort le 21 septembre 1936 à Maghull, est un inventeur britannique de jouets, créateur du Meccano (vers 1901), des trains Hornby en 1920 et des miniatures Dinky Toys début 1934.

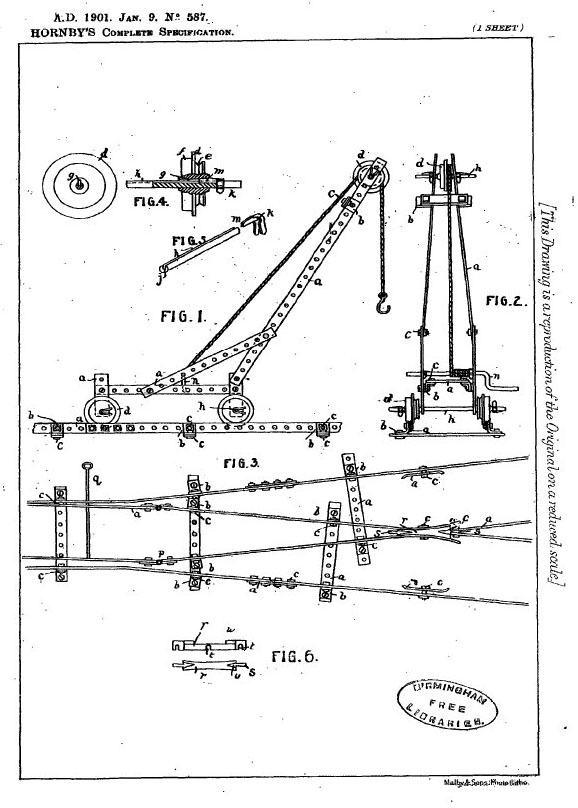
Brevet pour le Meccano déposé par Frank Hornby en 1901.

Il fut aussi un député à la Chambre des communes du Royaume-Uni

## 150eanniversaire
2013 est le 150e anniversaire de la naissance de Frank Hornby. Le « Heritage Lottery Fund » aide Brighton Toy and Model Museum pour célébrer l'anniversaire et pour augmenter la quantité d'informations pertinentes sur le wiki du musée.